# Tom Van Keymolen
Tom Van Keymolen is een Belgisch politicus actief voor de CD&V. Van Keymolen is burgemeester van Erpe-Mere sinds 1 januari 2023. Beroepshalve is hij kaderlid van de Nationale Bank. 
Van Keymolen zetelde in 2012 een eerste maal in de gemeenteraad van Erpe-Mere.  De CD&V en Van Keymolen zaten toen in de coalitie. Bij de lokale verkiezingen van 2018 kon hij zijn mandaat als gemeenteraadslid behouden. Hij werd tevens lid van het college van burgemeester en schepenen. Vanaf 2018 werd hij schepen van sport, bibliotheek en jeugd. Op 1 januari 2023 werd Van Keymolen de burgemeester van de gemeente, als opvolger van Hugo De Waele. In 2024 verzamelde Van Keymolen 2189 bolletjes achter zijn naam. Hiermee bleef hij, volgens het nieuwe lokale decreet, de burgemeester van Erpe-Mere.